# Jurij Kutenko
Jurij Kostjantynowytsch Kutenko (ukrainisch Юрій Костянтинович Кутенко, engl. Transkription Yuriy Kutenko; * 8. Juli 1932 in Luhansk; † 13. Dezember 2003) war ein ukrainischer Zehnkämpfer, der für die Sowjetunion startete.
1954 wurde er bei den Leichtathletik-Europameisterschaften in Bern Vierter, und 1956 gab er bei den Olympischen Spielen in Melbourne nach der neunten Disziplin auf. 
1957 siegte er bei den Weltfestspielen der Jugend und Studenten. Bei den Olympischen Spielen 1960 in Rom kam er auf den vierten Platz.
1961 wurde er Sowjetischer Meister. Am 6. September 1961 stellte er in Kiew mit 8361 Punkten einen Europarekord auf.